# Tityus jaimei
Espèce
Tityus jaimei est une espèce de scorpions de la famille des Buthidae.

## Distribution
Cette espèce se rencontre au Panama et au Costa Rica.

## Description
Le mâle holotype mesure 74,95 mm et la femelle paratype 69,36 mm, les mâles mesurent de 67,37 à 85,78 mm et les femelles de 58,22 à 69,36 mm.

## Étymologie
Cette espèce est nommée en l'honneur de Jaime González Medina (1966-2020).

## Publication originale
- Miranda, Bermudez, Flórez & Armas, 2020 : « A new species of Tityus from Panama and Costa Rica previously identified as Tityus pachyurus Pocock, 1897 (Scorpiones: Buthidae). » Revista Ibérica de Aracnología, no 37, p. 197-204.